# Yúber Quiñones
Járrinson Yúber Quiñones Guerrero (Tumaco, Nariño; 8 de octubre de 2002) es un futbolista colombiano. Juega como extremo en el Deportivo Pereira de la Categoría Primera A.

## Trayectoria

### Millonarios
Tras destacarse con el equipo River Soccer y la Selección de fútbol del Tolima en los torneos Difutbol, el gerente deportivo de Millonarios (Pitirri Salazar) lo lleva a las divisiones menores del equipo en el año 2020.
Debutó profesionalmente en el torneo apertura de 2021 el día 26 de marzo en el empate a cero goles entre las Águilas Doradas y Millonarios, habiendo ingresado al terreno de juego por Daniel Ruíz al minuto 86'.

Para el torneo finalización comienza a tener más minutos en cancha con buenas prestaciones. En la fecha 17 anotaría su primer gol como profesional en la derrota 3-2 de Millonarios ante el Deportes Tolima al minuto 84' tras una gran asistencia de Daniel Ruíz. Tras dicho encuentro sufre una lesión que lo sacaría de las canchas por el resto del año.
El 5 de octubre marca su primer gol del 2022 en el clásico bogotano ante Independiente Santa Fe marcando el 2-0 parcial, al final caerían 3 a 2.

### Deportivo Pereira
El 28 de junio de 2024 es anunciado como refuerzo del Deportivo Pereira. Llega en condición de cedido desde Millonarios. El 1 de noviembre anota sus primeros dos goles con el equipo 'matecaña', dándole la victoria a su equipo 2-1 ante Jaguares de Córdoba.

## Estadísticas
| Club                         | Div.          | Temporada     | Liga  | Liga  | Copa Nacional | Copa Nacional | Copa Internacional | Copa Internacional | Total | Total |
| Club                         | Div.          | Temporada     | Part. | Goles | Part.         | Goles         | Part.              | Goles              | Part. | Goles |
| ---------------------------- | ------------- | ------------- | ----- | ----- | ------------- | ------------- | ------------------ | ------------------ | ----- | ----- |
| Millonarios FC · Colombia    | 1.ª           | 2021          | 9     | 1     | 1             | 0             | -                  | -                  | 10    | 1     |
| Millonarios FC · Colombia    | 1.ª           | 2022          | 23    | 1     | 1             | 0             | 1                  | 0                  | 25    | 1     |
| Millonarios FC · Colombia    | 1.ª           | 2023          | 18    | 1     | 1             | 0             | 5                  | 0                  | 19    | 1     |
| Millonarios FC · Colombia    | 1.ª           | 2024          | 8     | 0     | 1             | 0             | 3                  | 0                  | 12    | 0     |
| Millonarios FC · Colombia    | Total club    | Total club    | 58    | 3     | 4             | 0             | 9                  | 0                  | 71    | 3     |
| Deportivo Pereira · Colombia | 1.ª           | 2024          | 10    | 4     | -             | -             | -                  | -                  | 10    | 4     |
| Deportivo Pereira · Colombia | 1.ª           | 2025          | 20    | 4     | -             | -             | -                  | -                  | 20    | 4     |
| Deportivo Pereira · Colombia | Total club    | Total club    | 34    | 8     | 0             | 0             | 0                  | 0                  | 34    | 8     |
| Total carrera                | Total carrera | Total carrera | 88    | 11    | 4             | 0             | 9                  | 0                  | 101   | 11    |

## Palmarés

### Títulos nacionales
| Títulos               | Club        | País     | Año  |
| --------------------- | ----------- | -------- | ---- |
| Copa Colombia         | Millonarios | Colombia | 2022 |
| Torneo Apertura       | Millonarios | Colombia | 2023 |
| Superliga de Colombia | Millonarios | Colombia | 2024 |

## Vida privada
Viene de una familia la cual ha formado a varios futbolistas, teniendo como primos a Darwin Quintero y a Jáminton Campaz, así mismo este último siendo hermano de Mike Campaz.